# NGC 2532
NGC 2532 ist eine Balken-Spiralgalaxie vom Hubble-Typ SBc im Sternbild Luchs am Nordsternhimmel. Sie ist schätzungsweise 233 Mio. Lichtjahre von der Milchstraße entfernt und hat einen Durchmesser von etwa 130.000 Lj.
Die Supernovae SN 1999gb (Typ-IIn) und SN 2002hn (Typ-Ic) wurden hier beobachtet.
Das Objekt wurde am 5. Februar 1788 vom deutsch-britischen Astronomen Wilhelm Herschel entdeckt.